# 林利斯戈
林利斯戈（英語：Linlithgow (Scottish Parliament constituency)，/lɪnˈlɪθɡoʊ/ lin-LITH-goh）是英國的一座城鎮和皇家特區，位於蘇格蘭西洛錫安。林利斯戈以林利斯戈宮及林利斯戈湖、聯合運河而聞名。林利斯戈是蘇格蘭著名的古城和觀光都市，吸引眾多遊客前往觀光。

## 知名人物
- 詹姆斯五世
- 詹姆斯·斯圖爾特，第一代馬里伯爵（英语：James Stewart, 1st Earl of Moray）
- 瑪麗一世
- 查爾斯·威維爾·湯姆森，蘇格蘭博物學家和海洋動物學家
- 羅伯特·布萊爾（英语：Robert Blair (VC)），維多利亞十字勳章得主
- 亚历克斯·萨尔蒙德，蘇格蘭政治家和前首席部長

### 虛構人物
- 蒙戈馬利·史考特（Scotty），《星空奇遇記》（Star Trek）星艦企業號上的工程師，生於2222年[4]

## 圖片集

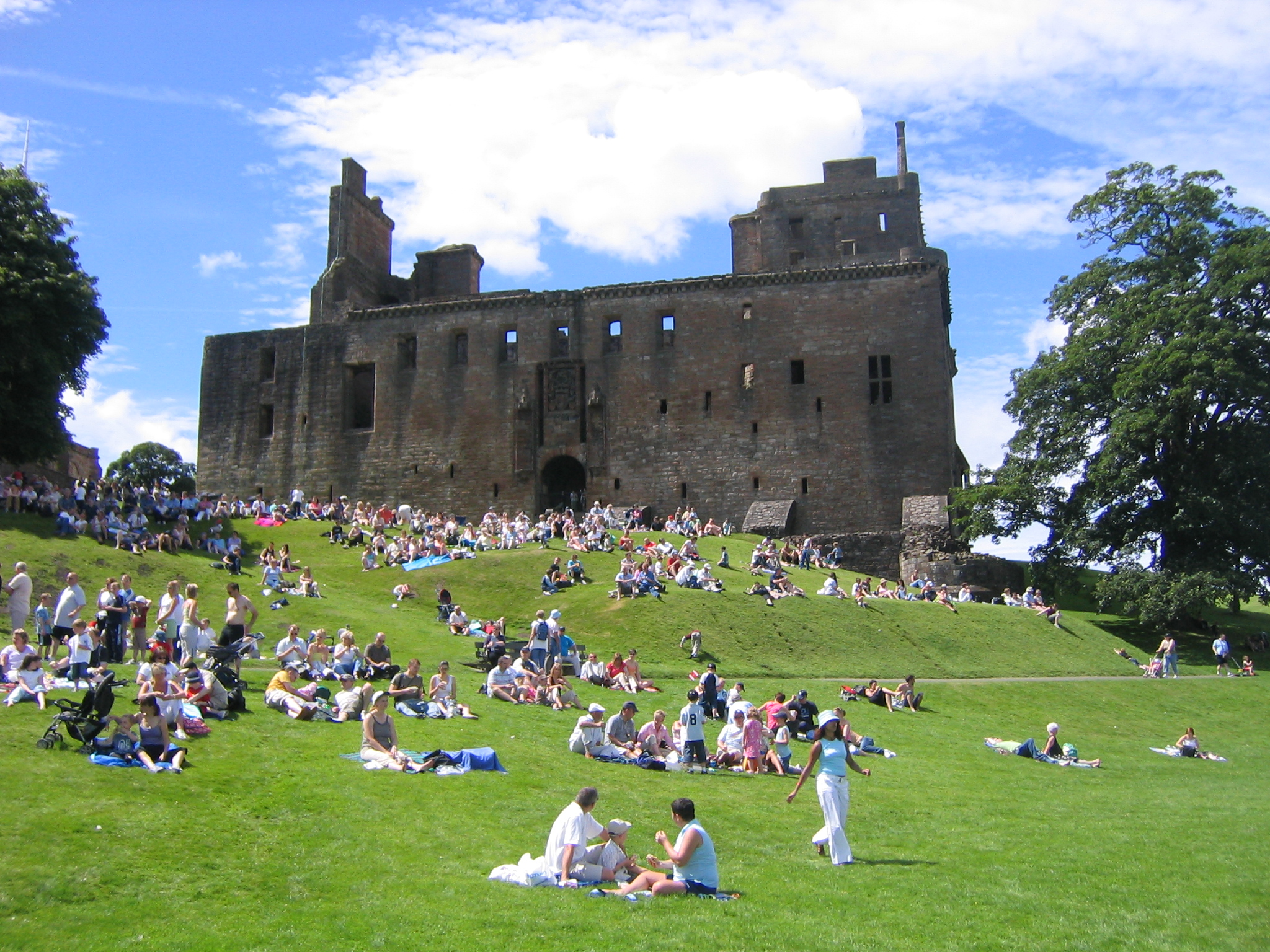
林利斯戈宮
林利斯戈的紋章，黑色母狗
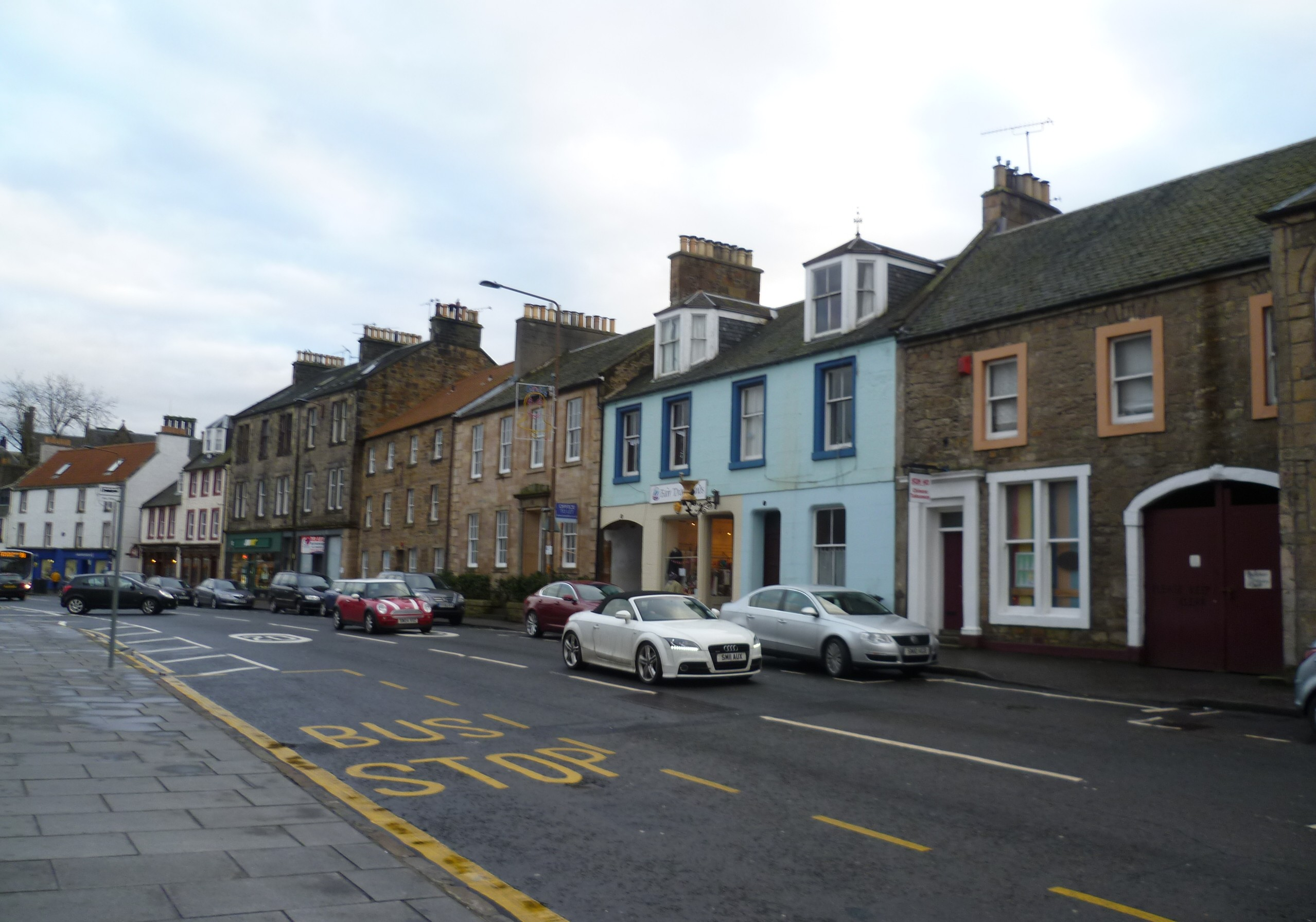
高街街景
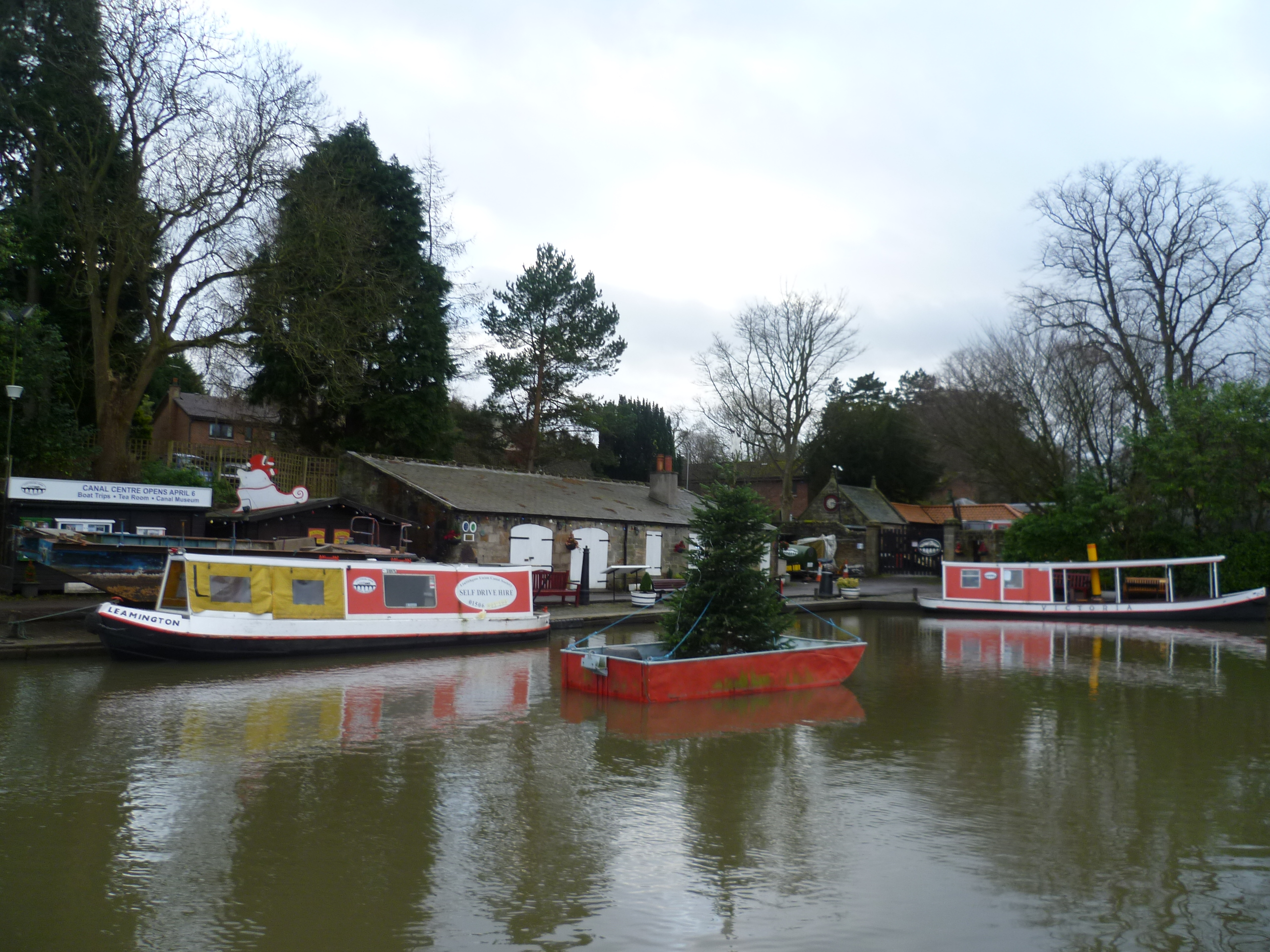
林利斯戈運河流域
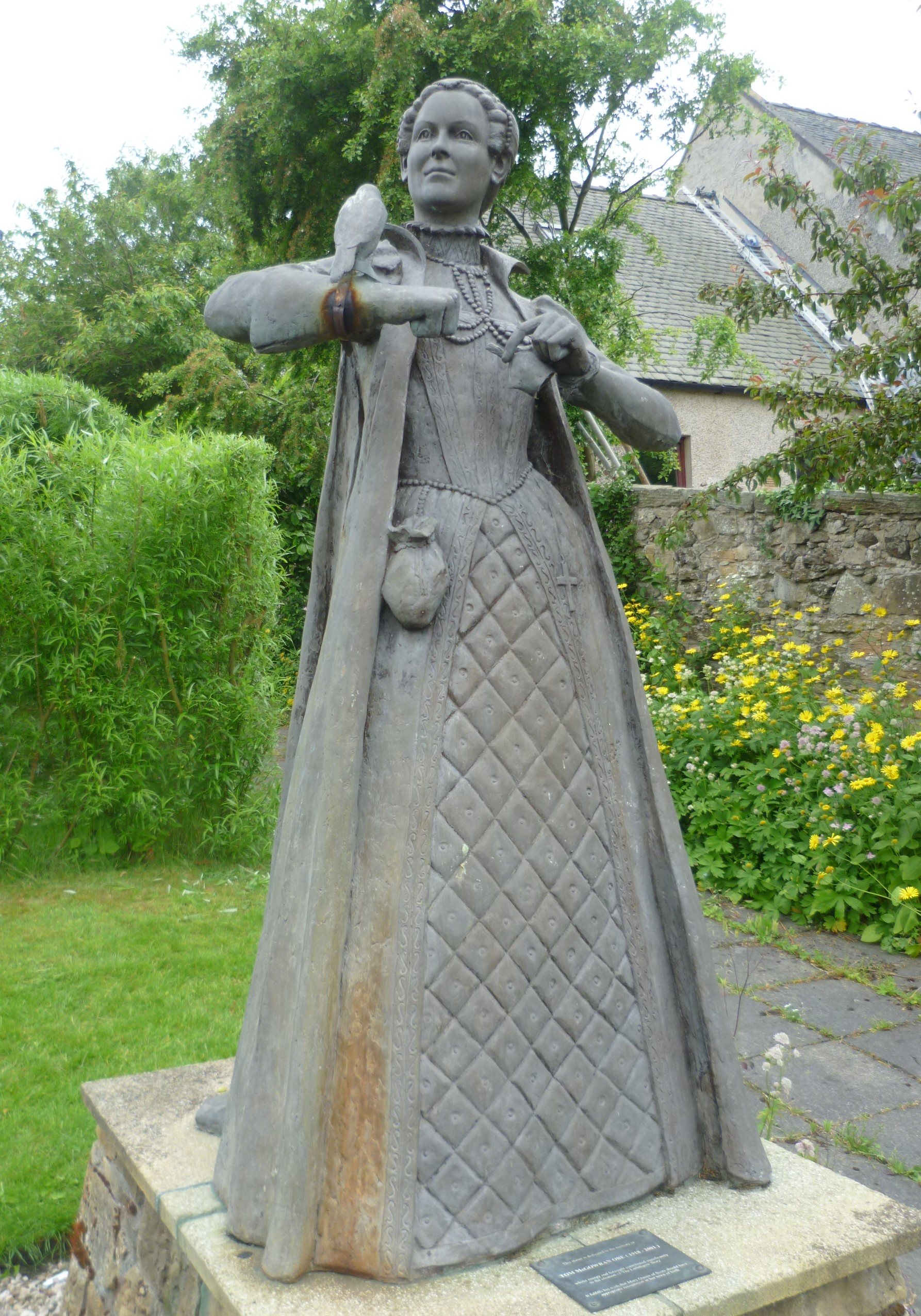
瑪麗一世銅像

## 姊妹城市
- 吉扬库尔，法國中北部法蘭西島大區伊夫林省
- 格雷普韋恩，美國德克薩斯州

## 外部連結
- Linlithgow town portal （页面存档备份，存于）
- About Scotland, Linlithgow Palace （页面存档备份，存于）
- Gazetteer for Scotland[]
- A collection of historic maps of Linlithgow （页面存档备份，存于） from the 1600s onward at National Library of Scotland
- Economic History of Linlithgow Archive.today的存檔，存档日期2007-11-14
- Annet House Museum
- St John's Church （页面存档备份，存于）
- Linlithgow Airport transfers  （页面存档备份，存于）
- Linlithgow Amateur Musical Productions, LAMP （页面存档备份，存于）
- St Michael's Roman Catholic Church, Linlithgow （页面存档备份，存于）
- Linlithgow Taxi （页面存档备份，存于）
- Linlithgow Athletic Club （页面存档备份，存于）
- Linlithgow RFC Male Voice Choir （页面存档备份，存于）
- Aerial Views of Linlithgow （页面存档备份，存于）